# Coufouleux
 Coufouleux  es una población y comuna francesa, ubicada en la región de Mediodía-Pirineos, departamento de Tarn, en el distrito de Albi y cantón de Rabastens.

## Demografía
| 1264 | 1267 | 1384 | 1651 | 1987 | 2036 |
| Para los censos de 1962 a 1999 la población legal corresponde a la población sin duplicidades (Fuente: INSEE [Consultar]) |      |      |      |      |      |